# Tim (polskie przedsiębiorstwo)
TIM SA - hurtowy dystrybutor artykułów elektrotechnicznych działający w Polsce, spółka akcyjna. Dominująca spółka w Grupie Kapitałowej TIM.
Po ponad 25 latach prowadzenia ogólnopolskiej sieci hurtowni elektrycznych w 2013 r. TIM zdecydował o zmianie modelu biznesowego i uruchomieniu platformy internetowej TIM.pl.

## Historia
25 listopada 1987 roku powstało Spółdzielcze Przedsiębiorstwo TIM Sp. z o.o. z siedzibą we Wrocławiu. Początkowo było to biuro projektowe, z czasem uruchomiono usługi pomiarowo-kontrolne i instalacyjne, a jeszcze później działalność została poszerzona o handlową. Początkowo przedsiębiorstwo zajmowało się sprzedażą różnych produktów, między innymi mleka w kartonach oraz piwa.
W 1991 roku TIM otworzył pierwszą poza Wrocławiem hurtownię elektryczną - w Ostrowie Wielkopolskim. Trzy lata później powstała pierwsza spółka córka - TIM Sp. z o.o. w Świdnicy. Przejęła ona zadania dotychczasowego pionu innowacyjno-wdrożeniowego. Poza handlem artykułami elektrotechnicznymi, przedmiotem działalności były także usługi oraz produkcja przyrządów pomiarowych, a także opraw oświetleniowych. W ciągu 5 lat z TIM SA wyodrębnione zostały dwa podmioty gospodarcze - Sonel SA, zajmujący się produkcją narzędzi pomiarowych oraz Elektrotim SA, który przejął działalność produkcyjną oraz usługową prowadzoną dotychczas w ramach pionu technicznego TIM SA.
W 1998 roku miał miejsce debiut spółki na Giełdzie Papierów Wartościowych w Warszawie. Obecnie wchodzi ona w skład indeksu sWIG80.
W latach 2007–2008 trwała budowa centrum logistycznego i biurowca w Siechnicach. Od 2016 roku należy ono do firmy 3LP SA, która jest spółką wchodzącą w skład Grupy Kapitałowej TIM. 
W roku 2011 TIM kupił od Oponeo.pl SA akcje spółki MARKETEO.COM, która posiadała wówczas 100% udziałów w Narzędzia.pl SA. W wyniku połączenia spółek Narzędzia.pl SA oraz MARKETEO.COM SA powstała firma ROTOPINO.PL SA. Był to moment powstania Grupy Kapitałowej TIM. 
2013 rok był dla spółki TIM przełomowy - doszło wtedy do zmiany modelu biznesowego firmy, która skutkowała uruchomieniem platformy internetowej TIM.pl.
W 2014 roku do Grupy Kapitałowej TIM dołączyły dwie spółki: EL-IT SA oraz Sun Electro Sp. z o.o. W tym roku centrala TIM SA została przeniesiona z Siechnic do biurowca Arkady Wrocławskie w centrum Wrocławia. Po 4 latach doszło do kolejnej zmiany lokalizacji - obecnie centrala TIM znajduje się w biurowcu Cu Office, który został wybudowany dokładnie w tym miejscu, w którym przez blisko 20 lat znajdował się wrocławski oddział TIM.
W listopadzie 2020 roku TIM zainicjował start portalu laczynasnapiecie.pl. We wrześniu 2022 roku strona przeszła przebudowę. Według członka zarządu TIM Piotra Nosala portal jest częścią realizacji strategii odpowiedzialnego biznesu i ma na celu budowanie wizerunku firmy jako lidera branży dzielącego się wiedzą. Za pośrednictwem portalu zarejestrowani użytkownicy zadają pytania dotyczące szeroko rozumianej branży elektrotechnicznej w kategoriach: elektryka, energia odnawialna, remont i budowa, majsterkowanie. Na stronie znajduje się także blog ekspercki i baza szkoleń. Twórcy portalu, wraz ze współpracującą agencją FFW Communication, otrzymali złoto w konkursie Power of Content Marketing Awards 2021 w kategorii „Branża budowlana / Home&garden” oraz nominację do Złotych Spinaczy 2022. 

## Grupa Kapitałowa TIM
Do Grupy Kapitałowej TIM należą obecnie:
- TIM SA – dystrybutor artykułów elektrotechnicznych w Polsce,
- 3LP SA – centrum logistyczne, które oferuje zautomatyzowany outsourcing usług logistycznych podmiotom z sektora e-commerce[9].

W latach 2011–2020 do GK TIM należała również spółka ROTOPINO.PL SA (początkowo MARKETEO.COM) – właściciel sieci ponad 20 sklepów internetowych z narzędziami w całej Europie. W grudniu 2020 roku spółka wróciła do swojego pierwotnego właściciela - Oponeo.pl.

## Nagrody i wyróżnienia
- Dolnośląski Certyfikat Gospodarczy XX edycji - firma TIM SA otrzymała certyfikat, który jest potwierdzeniem wiarygodności i jakości gospodarczej[11].
- e-Commerce Polska Awards 2015 - zwycięstwo w  kategoriach: „Mobilny design roku” i „Najlepsze dostosowanie do sprzedaży wielokanałowej”[12].
- e-Gazela Biznesu 2016[13].
- e-Commerce Polska Awards 2016 - wyróżnienie w kategorii „Innowacja roku” za wdrożenie w sklepie TIM.pl kodów EAN[14].
- Lider Zmiany - Prezes Zarządu TIM SA, Krzysztof Folta otrzymał nagrodę w konkursie Liderzy Jutra zorganizowanym przez ICAN Institute – wydawcę magazynu „Harvard Business Review Polska”[15].
- Byki i Niedźwiedzie - Gazeta Giełdy „Parkiet” wręczyła firmie TIM SA statuetkę i dyplom w kategorii „spółka z indeksu sWIG80”[16],
- e-Commerce Polska Awards 2020 - zwycięstwo w  kategorii „Best in e-commerce B2B”[17],
- Dyrektor e-Commerce Roku 2020 - nagroda dla Wydziału Rozwoju i Technologii TIM SA w kategorii „Najlepszy zespół e-commerce B2B”[18].